# Drvarič
Drvarič je priimek v Sloveniji, ki ga je po podatkih Statističnega urada Republike Slovenije na dan 1. januarja 2010 uporabljalo 173 oseb in je med vsemi priimki po pogostosti uporabe uvrščen na 2.539. mesto.

## Znani nosilci priimka
- Branko Drvarič, gospodarstvenik
- Evgen Drvarič (1932-2022), planinec iz Šoštanja
- Janez Drvarič, košarkarski trener